# Гулкана (Аляска)
Гулкана (англ. Gulkana, атна: C’ulc’e Na) — статистически обособленная местность в зоне переписи населения Коппер-Ривер, штат Аляска, США.

## География
Площадь статистически обособленной местности составляет 94,6 км², из которых 94,6 км² — суша и 0 км² — открытые водные пространства. Населённый пункт расположен близ реки Гулкана (приток реки Коппер), в 11 км от Гаконы и в 16 км от Гленналлена.

## Население
По данным переписи 2000 года население статистически обособленной местности составляло 88 человек. Расовый состав: коренные американцы — 71,59 %; белые — 26,14 % и представители двух и более рас — 2,27 %.
Из 33 домашних хозяйств в 36,4 % — воспитывали детей в возрасте до 18 лет, 27,3 % представляли собой совместно проживающие супружеские пары, в 30,3 % семей женщины проживали без мужей, 42,4 % не имели семьи. 27,3 % от общего числа семей на момент переписи жили самостоятельно, при этом 12,1 % составили одинокие пожилые люди в возрасте 65 лет и старше. В среднем домашнее хозяйство ведут 2,67 человек, а средний размер семьи — 3,32 человек.
Доля лиц в возрасте младше 18 лет — 35,2 %; лиц старше 65 лет — 8,0 %. Средний возраст населения — 34 года. На каждые 100 женщин приходится 95,6 мужчин; на каждые 100 женщин в возрасте старше 18 лет — 90,0 мужчин.

## Экономика и транспорт
Средний доход на совместное хозяйство — $26 875; средний доход на семью — $27 750. Средний доход на душу населения — $13 548. Около 35,3 % семей и 40,7 % жителей живут за чертой бедности.
Аэропорт Гулкана расположен в 13 км к юго-западу от центра населённого пункта.